# Acanthodelta ophismoides
Acanthodelta ophismoides là một loài bướm đêm trong họ Noctuidae.